# Play Suisse
Play Suisse è un servizio di video on demand gratuito che raccoglie produzioni e coproduzioni cinematografiche delle quattro unità aziendali – RSI, RTS, SRF e RTR – della SRG SSR, il servizio pubblico audiovisivo svizzero.
La piattaforma comprende film, serie televisive e documentari da vedere in streaming in lingua originale, con sottotitoli e doppiaggio nelle lingue nazionali svizzere (italiano, francese, tedesco, romancio), nonché una selezione di contenuti sottotitolati in inglese. Questa particolarità rispecchia la diversità culturale della Svizzera e il ruolo della piattaforma nella coesione fra le regioni, che è alla base della sua missione sin da quando è stata lanciata. Fra i titoli più famosi figurano le serie Wilder, Tschugger, Neumatt e Sacha, i documentari Swissair 111 – Il disastro di Halifax e #Female Pleasure, i film L'ordine divino, Fiamme in paradiso e La mia vita da Zucchina.
Il servizio è stato lanciato in Svizzera il 7 novembre 2020 ed è disponibile su molteplici dispositivi (computer, dispositivi mobili, televisore). La piattaforma è finanziata tramite il canone radiotelevisivo svizzero. Pertanto, il suo utilizzo è gratuito per i residenti svizzeri che si trovano all'interno della Svizzera o in Europa.
Nel 2021, il rapporto Digimonitor dell'istituto IGEM ha rilevato che Play Suisse ha conquistato la seconda posizione fra le piattaforme streaming più guardate in Svizzera. I suoi concorrenti principali sono gli altri servizi streaming internazionali disponibili sul territorio elvetico, come Netflix, Disney+, Prime Video, Apple TV+, Sky, RaiPlay, ARTE, ARD Mediathek, ZDF e gli attori nazionali Blue Play (Swisscom) e oneplus.
Nel 2021 la piattaforma ha circa 340000 utenti, 690000 spettatori mensili e un catalogo di 2700 titoli.

## Lancio
La SRG SSR ha annunciato il lancio di Play Suisse nel giugno 2020, previsto per l’autunno dello stesso anno. La piattaforma è stata lanciata il 7 novembre 2020 e già dopo un mese ha registrato un elevato utilizzo e un tasso di penetrazione in costante aumento, con quasi 130 000 nuovi account creati nella prima settimana e pressoché 280 000 a metà dicembre 2020.
Il budget della piattaforma è di 5 milioni di franchi.

## Direzione
- Gilles Marchand, direttore generale SSR[38];
- Bakel Walden, direttore Sviluppo e Offerta SSR[39];
- Pierre-Adrian Irlé, responsabile del progetto[40]

## Distribuzione
Play Suisse è disponibile in OTT su computer (via browser), come app per Smart TV (blue TV, Apple TV, Android TV, Chromecast, Samsung TV), e per dispositivi portatili (smartphone e tablet) con sistemi Android e iOS.

## Contenuti
La piattaforma offre una vasta selezione di film, serie, webserie, documentari, docu-fiction e cortometraggi svizzeri, oltre a registrazioni di concerti e festival. Tutti i contenuti sono sottotitolati in tedesco, francese, italiano e sporadicamente in Romancio. Molti programmi – spesso le serie più importanti e di successo – sono doppiati in tedesco, francese e italiano.
Play Suisse offre spesso contenuti in esclusiva prima che essi vengano trasmessi sui canali televisivi della SRG, come ad esempio l’intera terza (gennaio 2021) e quarta stagione (gennaio 2022) di Wilder e la serie thriller Fuori stagione (marzo 2021).
Il catalogo viene costantemente aggiornato e da circa 1 000 programmi al momento del lancio conta ora pressoché 3 000 contenuti.

## Partenariati
Play Suisse lavora in stretta collaborazione con vari festival svizzeri, ai quali riserva una pagina tematica e delle collezioni dedicate. Tra di essi:
- Giornate di Soletta (Solothurner Filmtage)[45];
- Festival international de Films de Fribourg (FIFF)[46];
- Schweizer Jugendfilmtage (Festival Ciné Jeunesse Suisse)[47];
- Visions du Réel[48][49];
- Neuchâtel International Fantastic Film Festival (NIFFF)[50];
- Montreux Jazz Festival[51][52][53][54][55];
- Locarno Film Festival[56][57];
- Festival International du Film Alpin des Diablerets (FIFAD)[58];
- Fantoche – International Animation Film Festival[59][60];
- Zurich Film Festival[61];
- Festival internazionale del cortometraggio di Winterthur (Internationale Kurzfilmtage Winterthur)[62];
- Festival Internazionale del Film di Ginevra (GIFF)[63][64]

La piattaforma collabora inoltre con la Cineteca svizzera e propone una selezione di momenti significativi della storia elvetica attraverso estratti di cinegiornale.
Play Suisse coopera anche con altri attori della scena streaming europea nel progetto chiamato The European Collection, grazie al quale reportage e formati web su temi attuali di politica e società vengono resi accessibili sulla stessa Play Suisse e sulle mediateche di ARTE, ARD, ZDF e France Télévisions.